# Un ménage de garçon
Un ménage de garçon est un roman français d’Honoré de Balzac paru en 1842. Avec Pierrette, La Vieille Fille et Le Curé de Tours, il fit d’abord  partie du cycle des « célibataires » dans les Scènes de la vie de province de La Comédie humaine.
C’est sous le titre Les Deux Frères que le roman fut publié partiellement en 1840, dans La Presse, sous forme de feuilleton.
Il changea encore de titre pour l’édition Souverain de 1842 et devint Un ménage de garçon, avant de prendre son titre définitif : La Rabouilleuse dans l’édition Furne de 1843 ,où il figure dans le tome VI des Scènes de la vie de province.

## Dédicace et thème
Dédié à Charles Nodier, ami et protecteur de Balzac, l’auteur explique dans la préface qu’il a voulu exposer :
- les dangers de l’éducation des enfants par une femme seule
- les effets produits par la diminution de la puissance paternelle
- et un plaidoyer en faveur du mariage : « Peut-être n’ai-je pas dessiné de tableau qui montre plus que celui-ci combien le mariage indissoluble est indispensable aux sociétés européennes, quels sont les malheurs de la faiblesse féminine, et quels dangers comporte l’intérêt personnel quand il est sans frein. »

Balzac n’est-il pas finalement un moraliste (dans le sens de La Fontaine) comme on l’a déjà remarqué dans d’autres récits, tels Le Bal de Sceaux ?

## Synopsis
Pour un résumé, se reporter à La Rabouilleuse.

## Adaptations
Émile Fabre tira de La Rabouilleuse une pièce de théâtre en quatre actes jouée à l’Odéon, en 1903.
- Voir : Balzac au théâtre
- Voir aussi : films basés sur l'œuvre d'Honoré de Balzac